# Галилеево число
Галилеевото число Ga, наричано също и Критерий на Галилей, е безразмерна характеристика на даден флуиден поток, равен на съотношението на гравитационните сили към вътрешните вискозни сили.
{\displaystyle Ga={\frac {g\cdot L^{3}}{\nu ^{2}}}}
- {\displaystyle g}: гравитационно ускорение
- {\displaystyle L}: характерен размер (диаметър на канал, дължина на обтичана пластина)
- {\displaystyle \nu }: кинематичен вискозитет

Галилеевото число е наречено на италианския учен Галилео Галилей (1564-1642). То може да се представи и като 
частно на критерия на Рейнолдс Re и критерия на Фруд Fr:
{\displaystyle Ga={\frac {Re^{2}}{Fr}};}
Ga е от значение напр. при описанието на ректификационни и абсорбционни колони с пълнеж, при които по повърхността на пълнежа се образува тънък флуиден слой.